# HMS L7
Pour les articles homonymes, voir L7.
Le HMS L7 est un sous-marin britannique de classe L construit pour la Royal Navy pendant la Première Guerre mondiale. Le L7 a survécu à la guerre et a été vendu à la ferraille en 1930.

## Conception
Les sous-marins de classe L étaient une version agrandie et améliorée de la classe E précédente. Ils avaient une longueur totale de 70,4 m, un maître-bau de 7,2 m et un tirant d'eau moyen de 4 m. Ces sous-marins avaient un déplacement de 905 tonnes en surface, et 1 091 tonnes en immersion. Ils avaient un équipage de 35 officiers et matelots.
Pour la navigation en surface, ces navires étaient propulsés par deux moteurs diesel Vickers à 12 cylindres de 1 200 ch (895 kW), chacun entraînant un arbre d'hélice. En immersion, chaque hélice était entraînée par un moteur électriques de 600 ch (447 kW). Ils pouvaient atteindre la vitesse de 17 nœuds (31 km/h) en surface et 10,5 nœuds (19,4 km/h) sous l’eau. En surface, la classe L avait un rayon d'action de 3 200 milles marins (5 900 km) à 10 nœuds (19 km/h).
Les navires étaient armés d’un total de six tubes lance-torpilles de 18 pouces (457 mm). Quatre d’entre eux étaient dans l’étrave et la paire restante était installée sur les flancs. Ils transportaient 10 torpilles de recharge, toutes pour les tubes d’étrave. Le L7 a d’abord été équipé d’un canon antiaérien de 3 pouces (76 mm), mais celui-ci a ensuite été remplacé par un canon de pont de 4 pouces (102 mm).

## Engagements
Le HMS L7 a été construit par Cammell Laird à Birkenhead. Sa quille fut posée en mai 1916, il a été lancé le 24 avril 1917 et mis en service en décembre 1917. En 1918, il est basé à Falmouth, en Cornouailles. En 1919, dans le cadre de la 4e flottille sous-marine, il navigue avec le ravitailleur de sous-marins HMS Ambrose jusqu’à Hong Kong où il arrive en janvier 1920. Le L7 fut vendu le 26 février 1930 à Hughes Bolckow pour être démoli à Blyth (Northumberland).